# Ingeborg Hunzinger

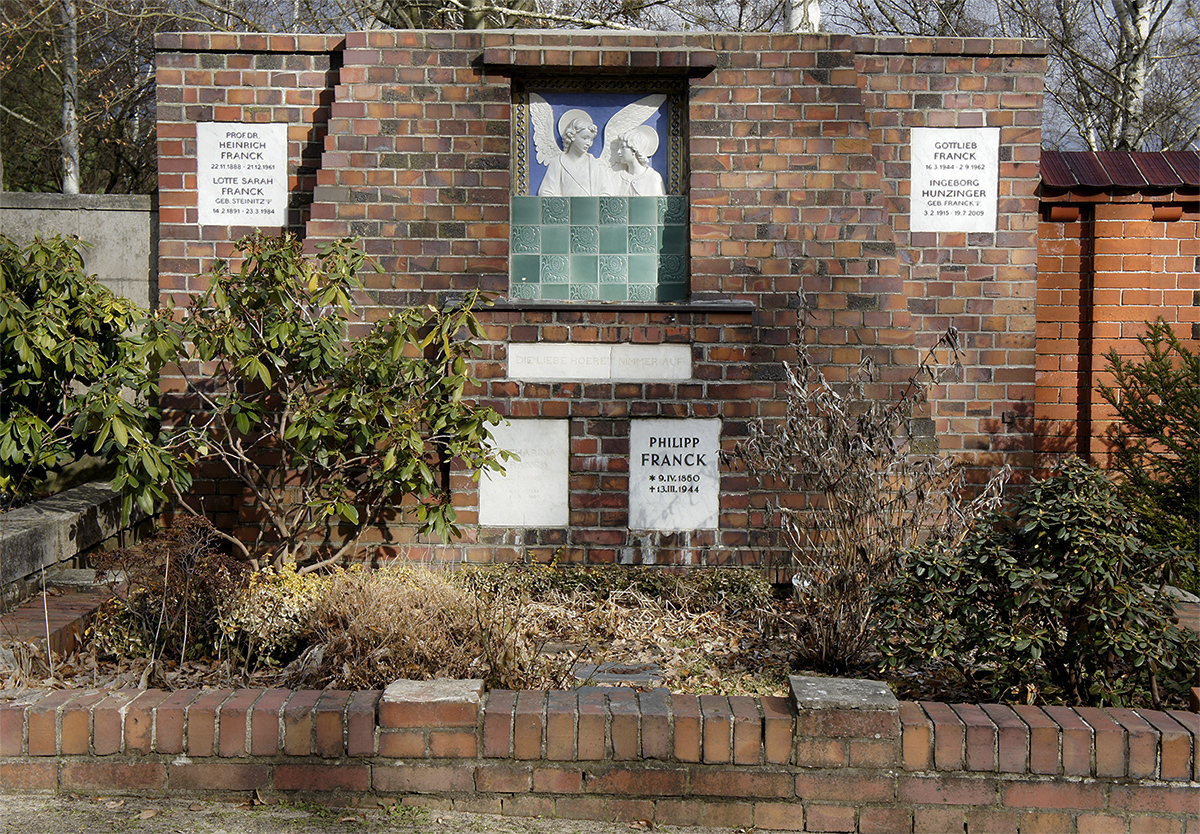
Tumba del escultor Ingeborg Hunzinger en la tumba familiar Franck, Alter Friedhof Wannsee, Berlín

Ingeborg Hunzinger (Berlín, 3 de febrero de 1915 - Ib., 19 de julio de 2009) fue una escultora alemana, hija del químico Hans Heinrich Franck, nieta del pintor Philipp Franck y abuela de la escritora Julia Franck.

## Datos biográficos
Hunzinger era originalmente Ingeborg Franck. La madre de Hunzinger era judía y en 1932 Ingerborg se unió al Partido Comunista. Sin embargo, comenzó en 1935 a estudiar en la Facultad de Bellas Artes y Artes Aplicadas. En el curso de 1938/1939 era una estudiante de maestría de Ludwig Kasper. La Cámara de Cultura del Reich le prohibió estudiar en 1939, y emigró a Italia, al llegar a Florencia, conoció al artista alemán Helmut Ruhmer miembro de la Villa Romana y más tarde en Roma, en la vivió en Villa Massimo. Hunzinger se refugió en Sicilia, a donde le siguió Ruhmer. A finales de 1942, volvió de regreso forzosamente a Alemania, donde pasó los últimos años de la guerra en la Selva Negra y dio a luz a dos hijos. No se le permitió casarse con Helmut Ruhmer, el padre de sus hijos, a causa de las leyes raciales.
Después de que Ruhmer cayese en los últimos días de la guerra, Ingeborg se casó a mediados de los años 50 con Adolf Hunzinger, padre de su tercer hijo. Después del divorcio con Hunzinger, se casó con el escultor Robert Riehl en los años sesenta.
En Berlín Oriental, abrieron un estudio del arte. De 1951 a 1953 Hunzinger fue estudiante de maestría con Fritz Cremer y Gustav Seitz. Ella se dedicó a la docencia en la Academia de Arte de Berlín-Weissensee,  y trabajó desde 1953 en Berlín-Rahnsdorf como artista independiente. 
A pesar de su pertenencia al SED y más tarde al Die Linke,  se negó a aceptar tanto la Orden del Mérito Patriótico (en alemán Vaterländischer Verdienstorden y el Premio Nacional de la Alemania del Este (en alemán Nationalpreis der DDR).
En 1995, Hunzinger creó "Block der Frauen" (Bloque de mujeres) donde era la Sinagoga Vieja donde también fueron las protestas de Rosenstrasse. Ella hizo esto para dar respeto a las mujeres valientes que pelearon para proteger a sus familias. 

## Obras (selección)
- 1959: Mutter mit Kindern - Madre con hijos, escultura de piedra arenisca en el triángulo de Auer, Berlín-Friedrichshain
- 1970: Stürzende - Convergencia, escultura de piedra arenisca de las víctimas de camino a la muerte en el campo de concentración de Sachsenhausen, a partir de abril de 1945 en Parchim en un parque entre la escuela Goethe y el Hospital
- 1974: Die Erde - la tierra, escultura en Monbijoupark, Berlin-Mitte
- 1987: Escultura de la fachada de la Köpenick Rathaus, Berlín
- 1993: Wiedersehen - Adiós, escultura en el patio de la Memoria de la Semana sangrienta de Köpenicker en junio de 1933, Berlin Koepenick, Puchanstraße 12
- 1995: Block der Frauen - bloque de las mujeres, escultura en Berlín para conmemorar las protestas de la calle Rosenstraße
- 1996: relieves de cerámica Karl-Liebknecht y Mathilde Jacob en la entrada de la casa, de Franz Mehring-Platz 1, Berlín
- 1996: Älteres Paar - Pareja de ancianos, en el parque Püttbergeweg, Berlin Rahnsdorf
- 1997: Pegasus detrás de la Strandhalle Ahrenshoop
- 1998: Der Sizilianische Traum - El sueño de Sicilia, en el Hotel Alexander Plaza, Berlin-Mitte

## Galería

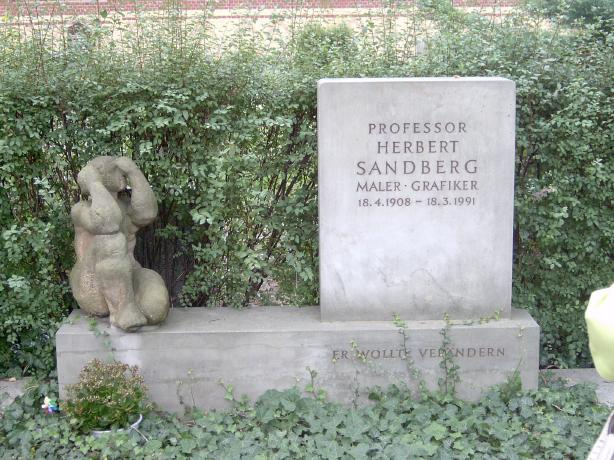
la mujer llorando ante la tumba del profesor Herbert Sandberg
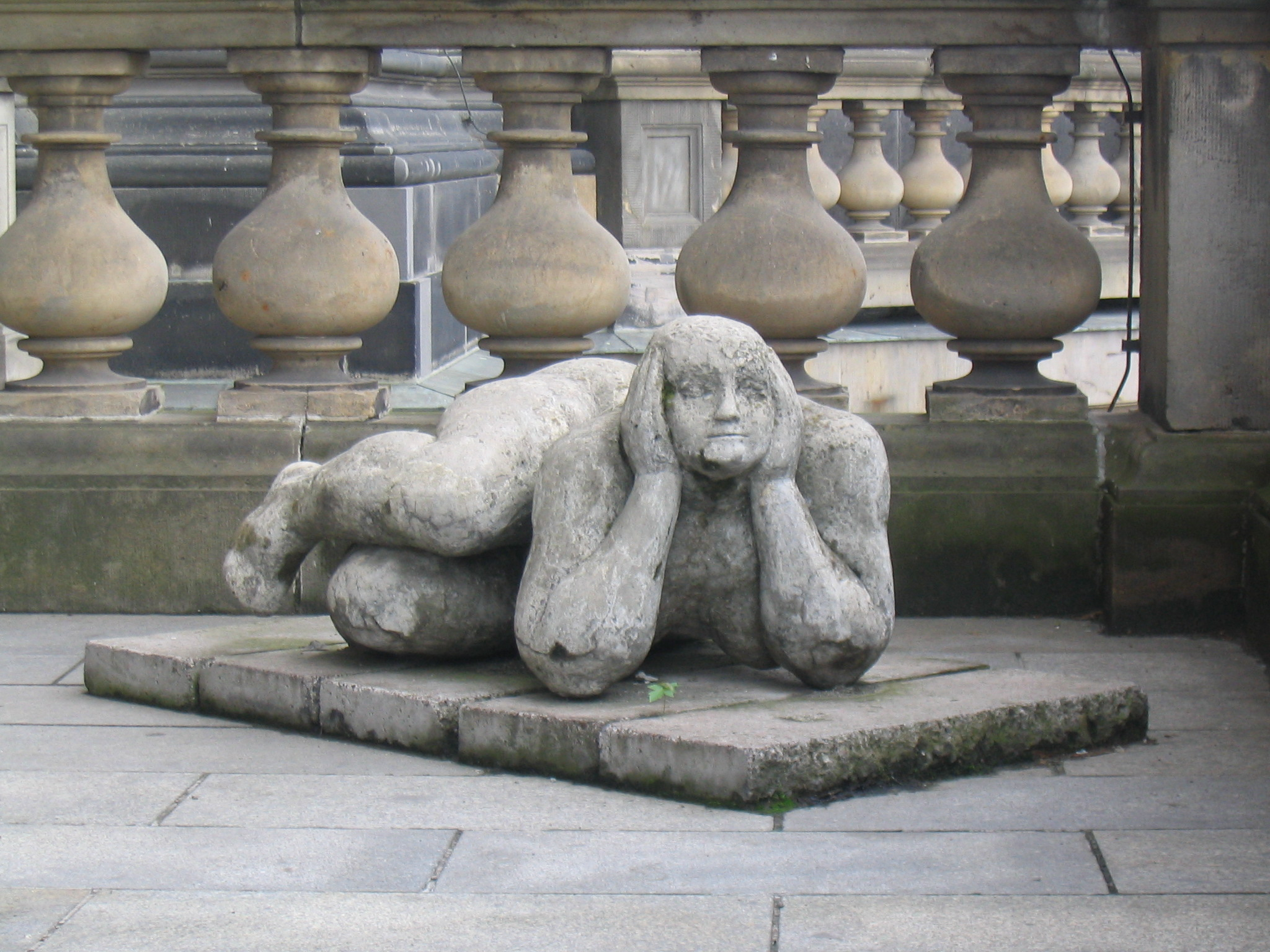
Die Sphinx (1975), Berlin-Mitte.
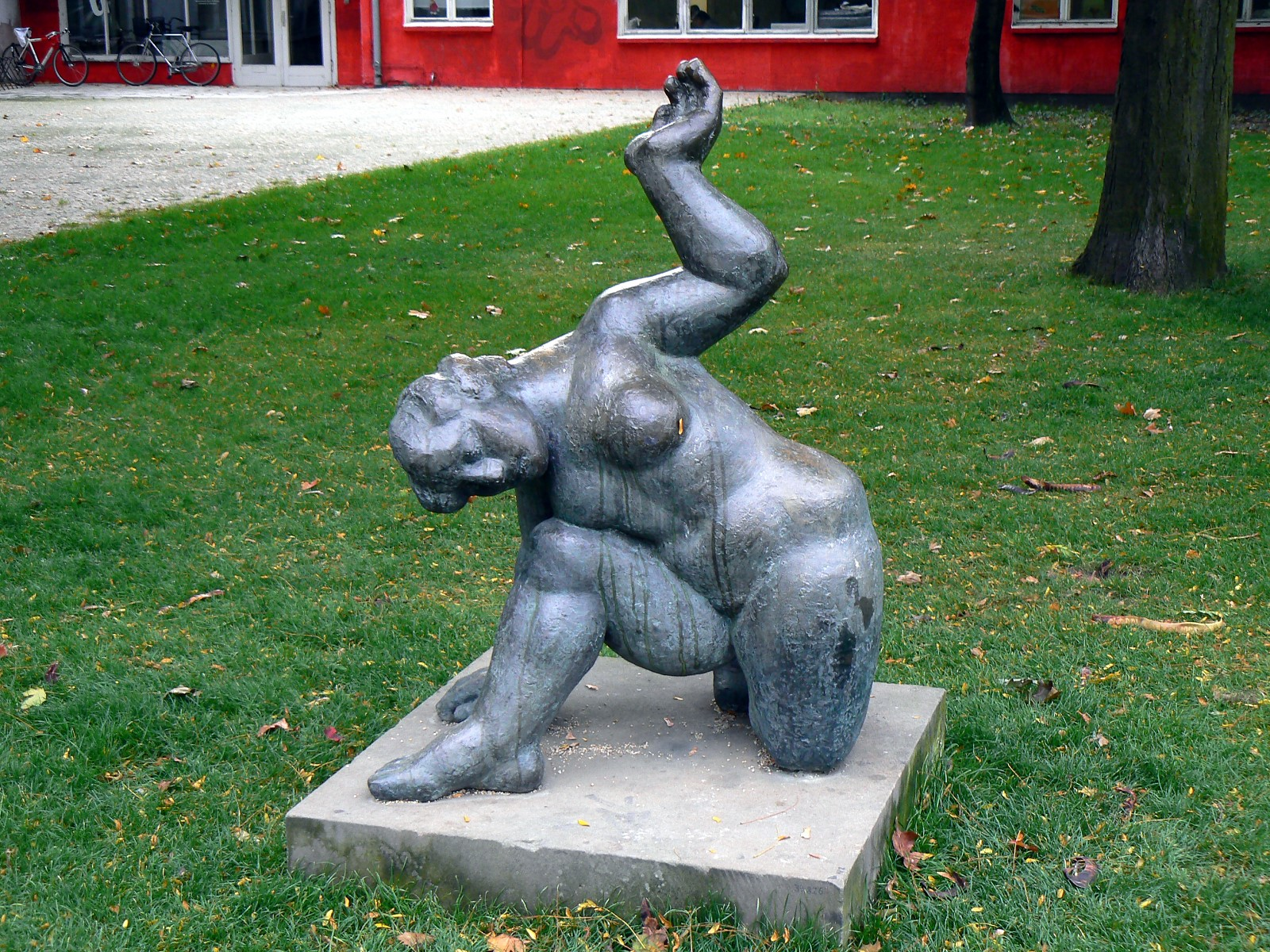
La escultura de la tierra (Monbijoupark en Berlín)
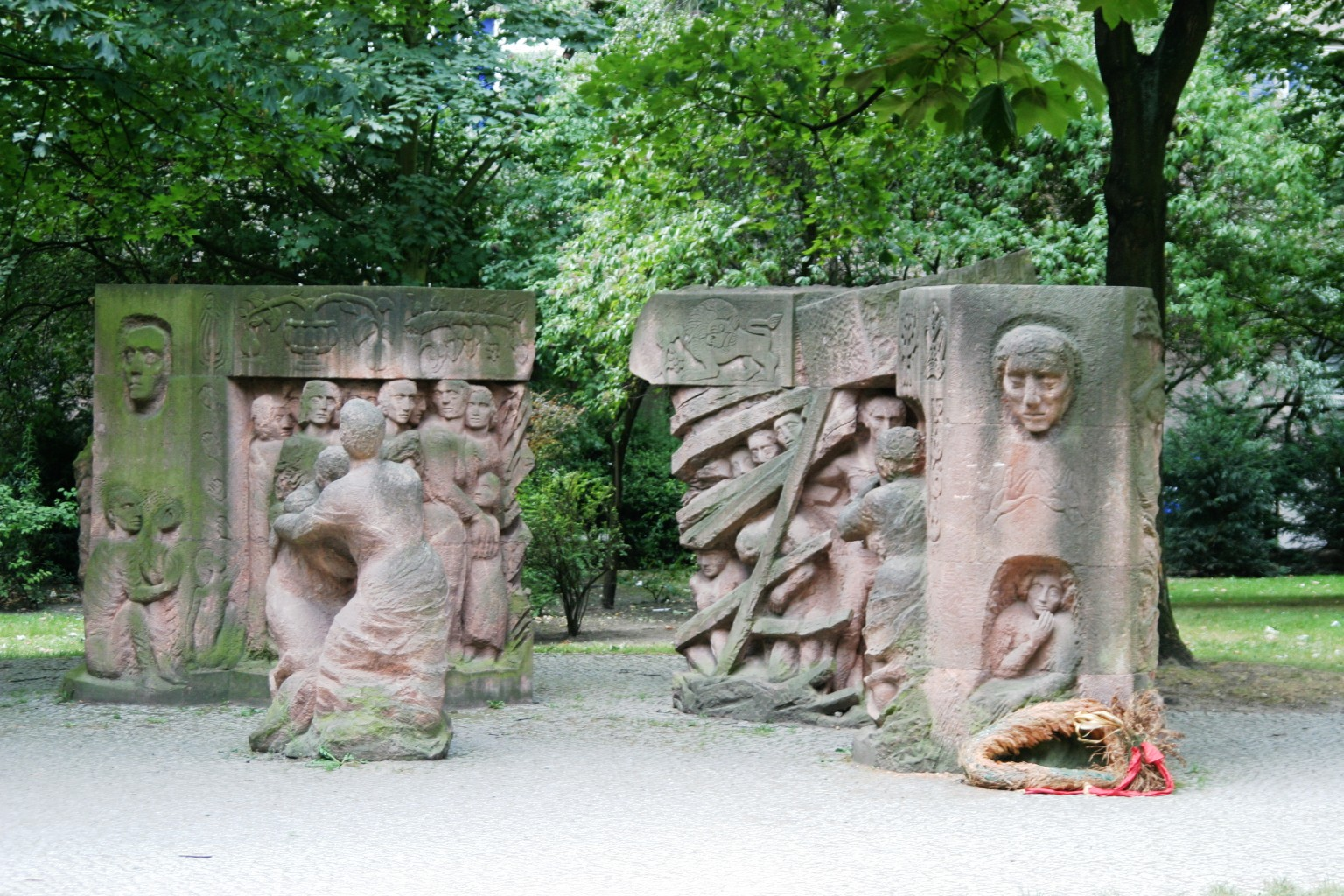
Bloque de las mujeres
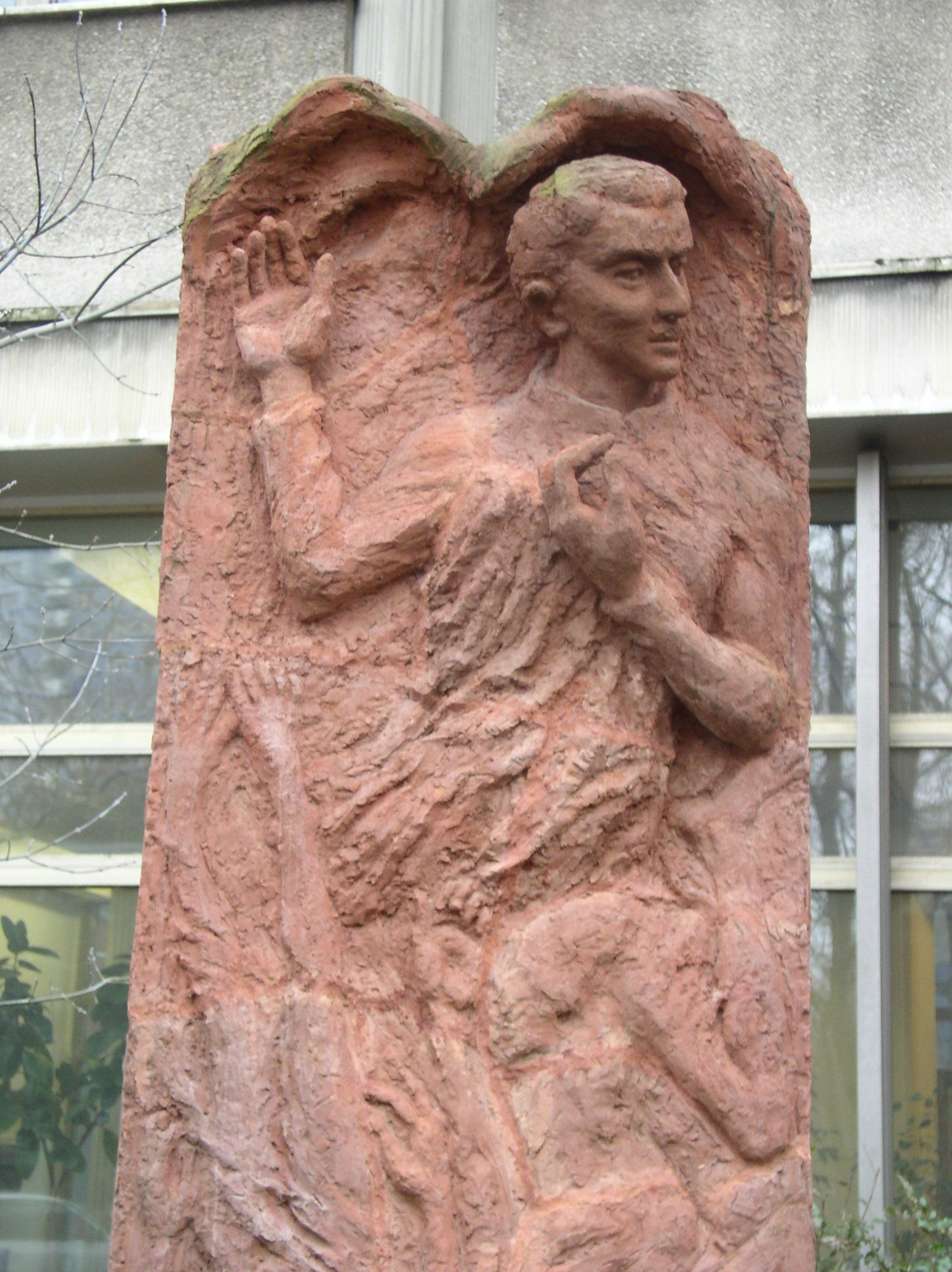
Relieve de terracota, a la entrada de la casa Karl Liebknecht (Jacob y Matilda) , de Franz Mehring-Platz 1 , Berlín
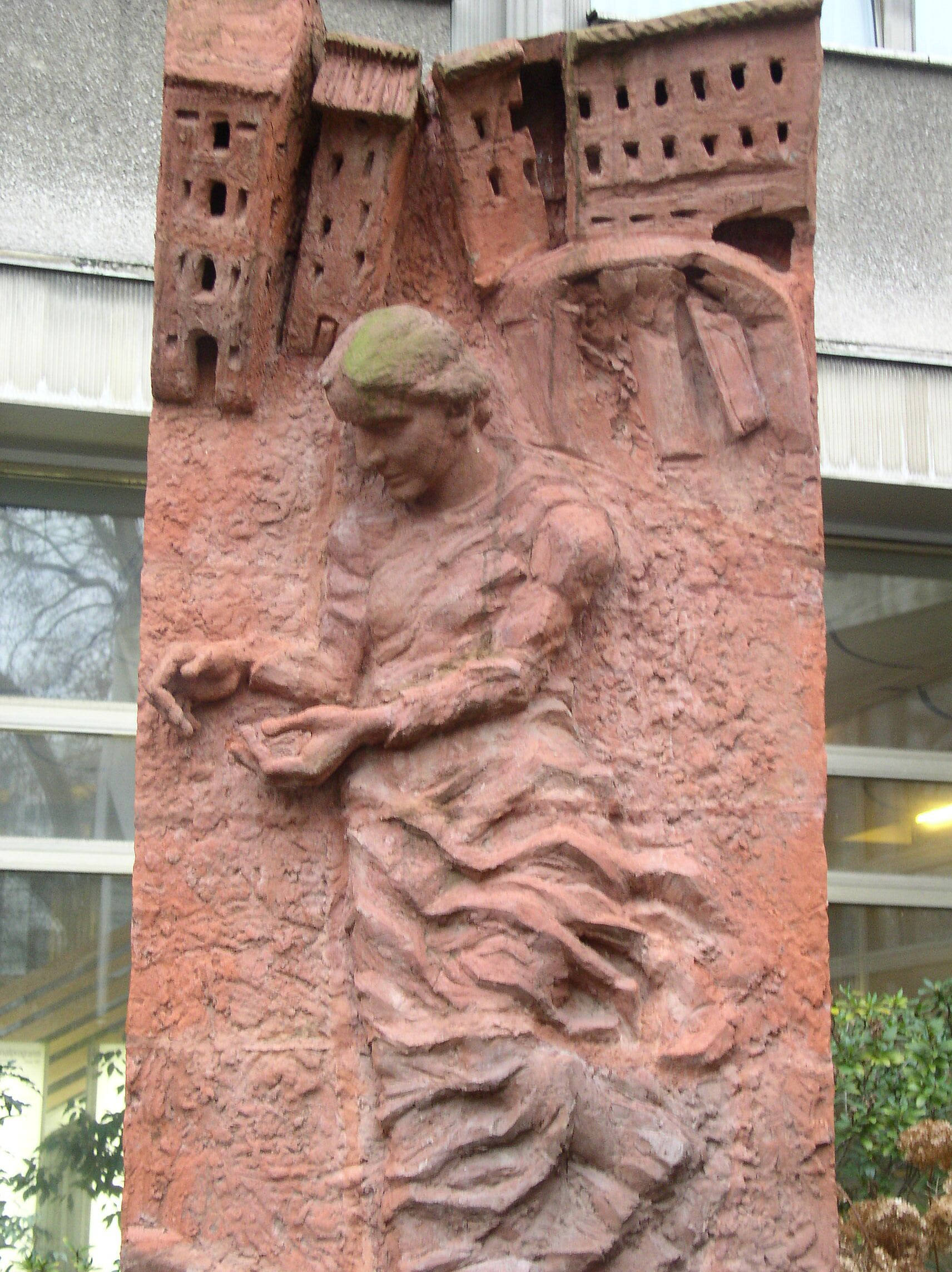
Relieve en terracota dedicado a Matthilde Jacob.
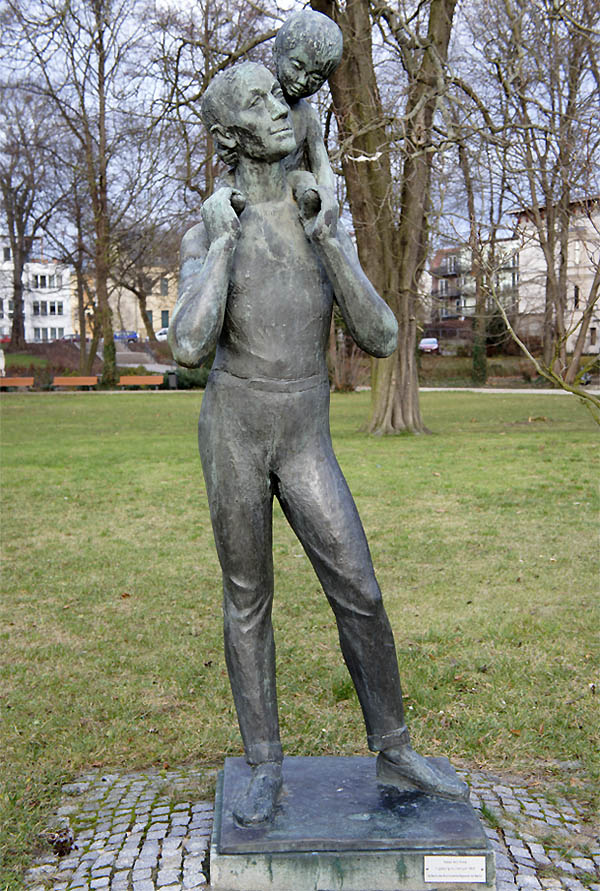
Padre e hijo, 1958
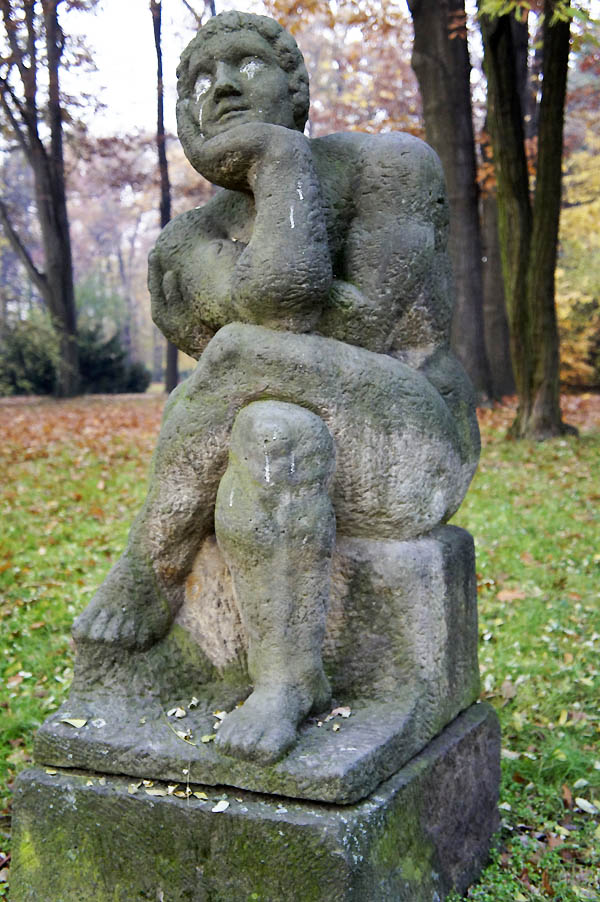
Meditación, 1980,
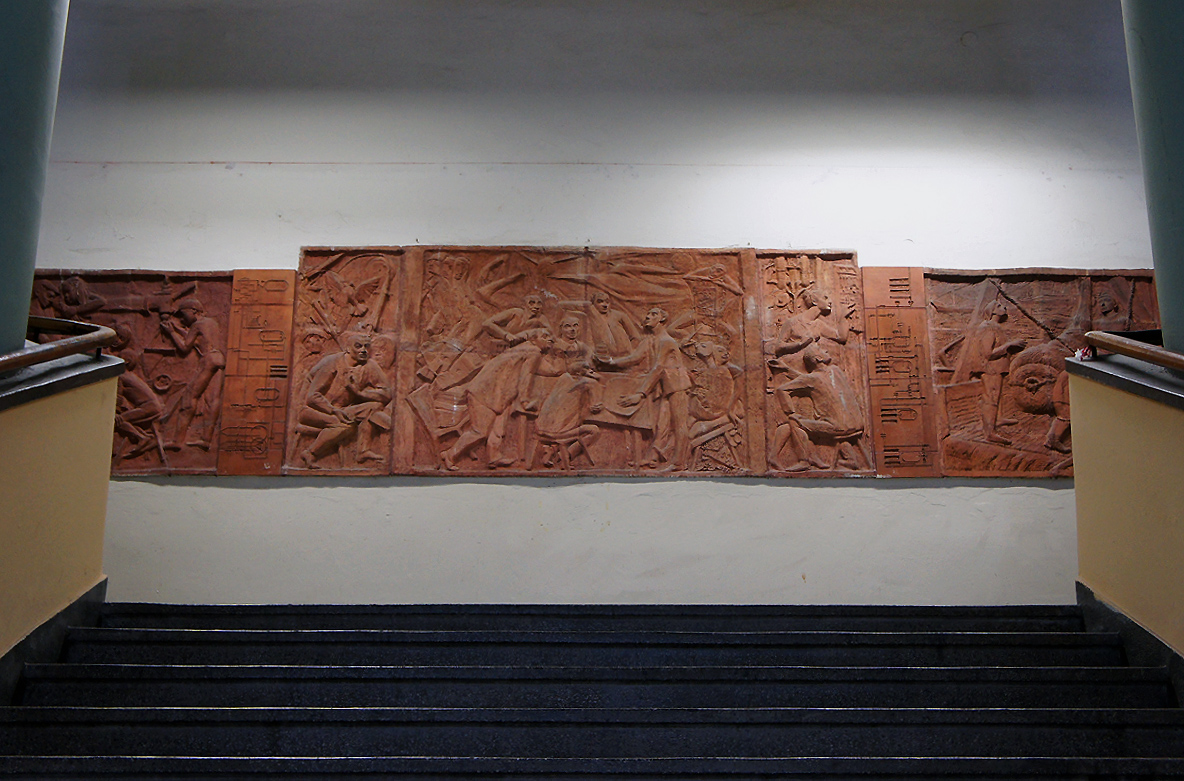
Virtudes y vicios del socialismo, 1966
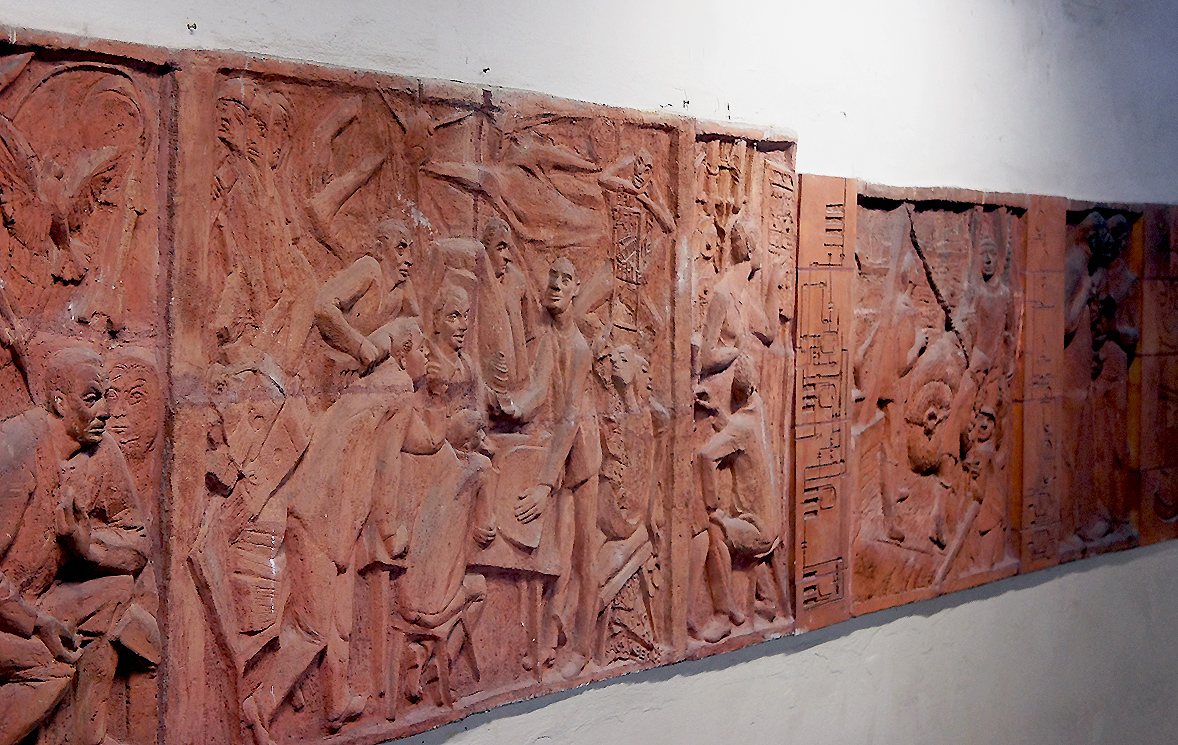
Virtudes y vicios del socialismo, 1966
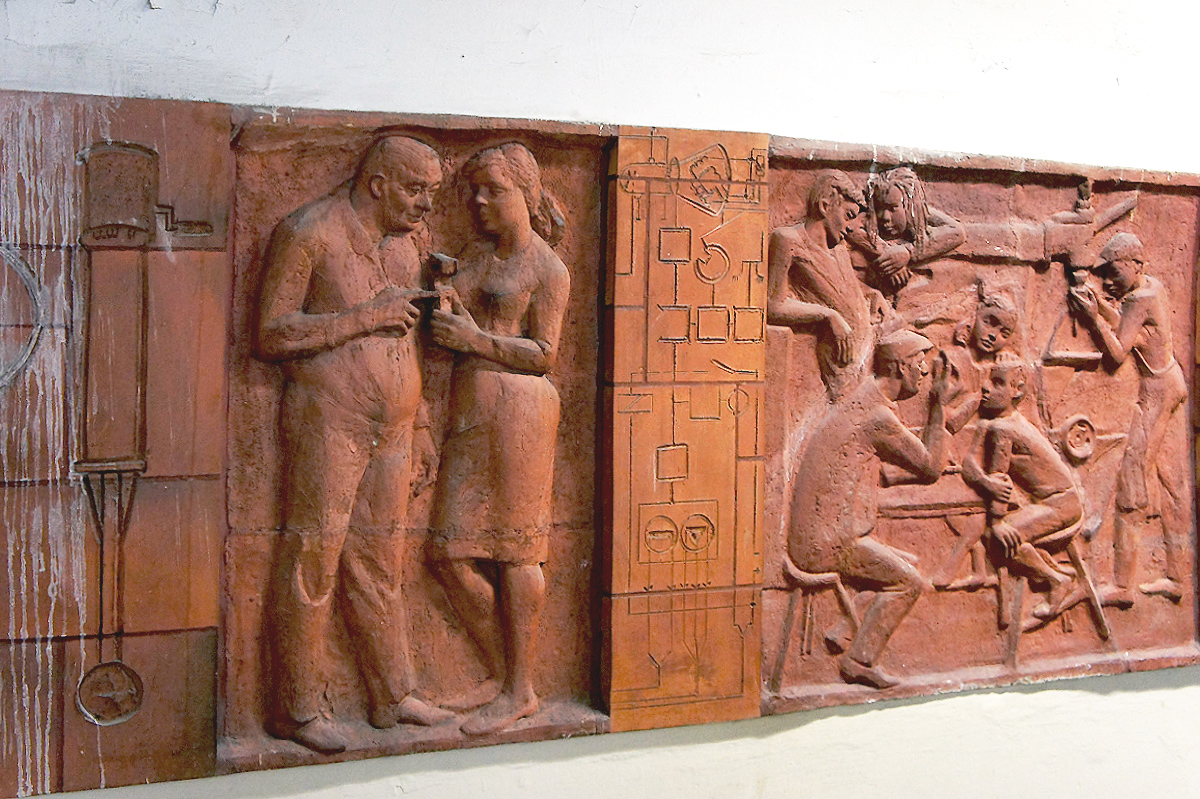
Virtudes y vicios del socialismo, 1966
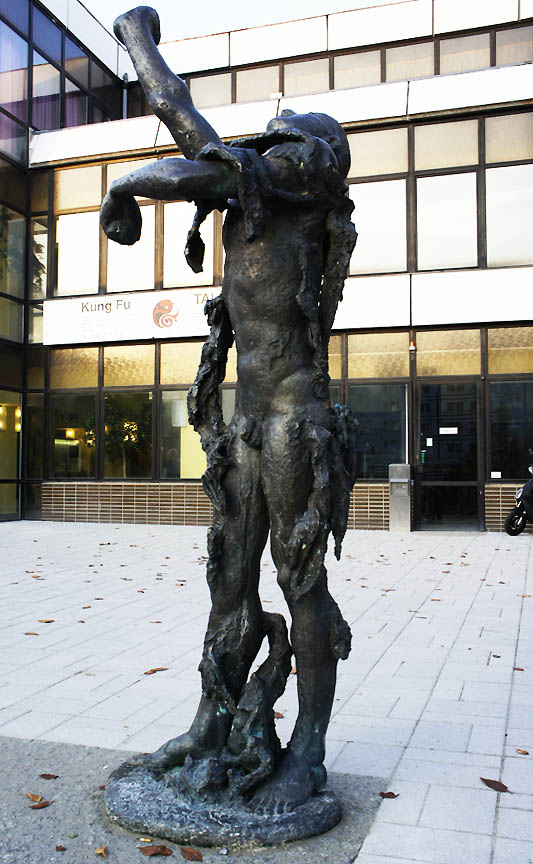
Libertador, 1991
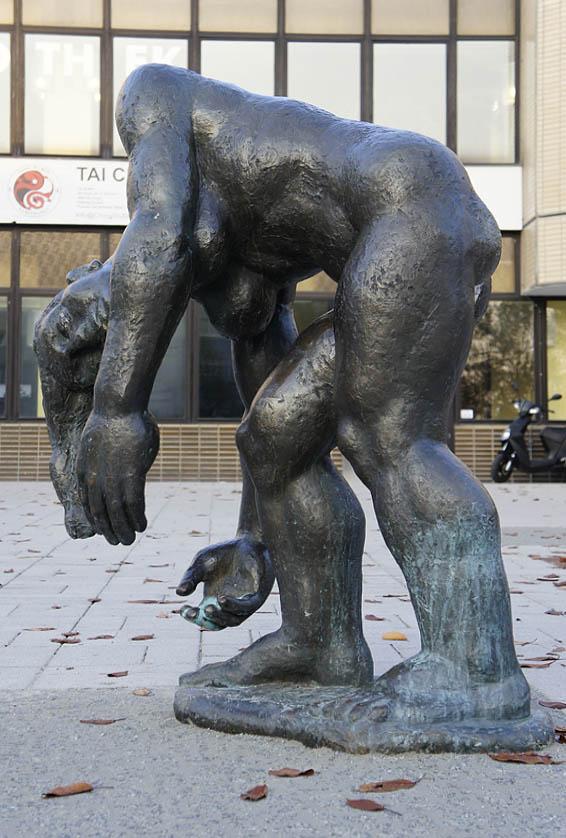
Libertador, 1987
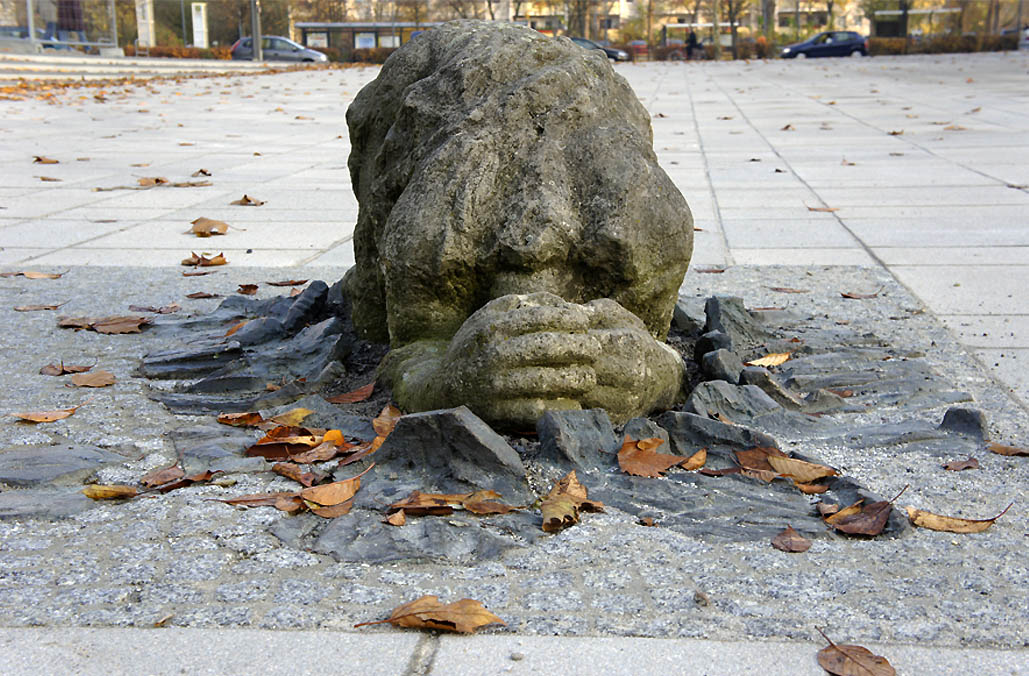
La golpeada, 1985
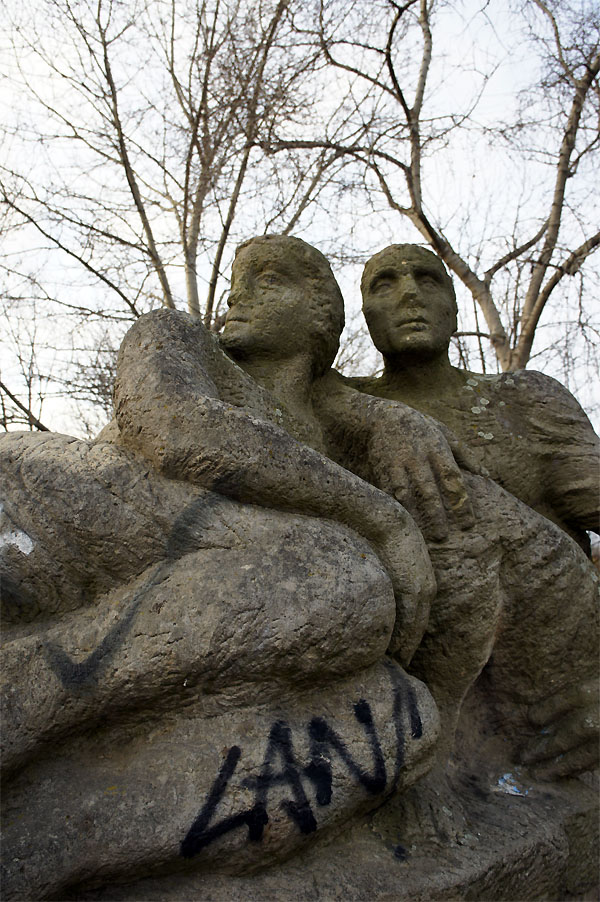
La pareja (detalle), 1987
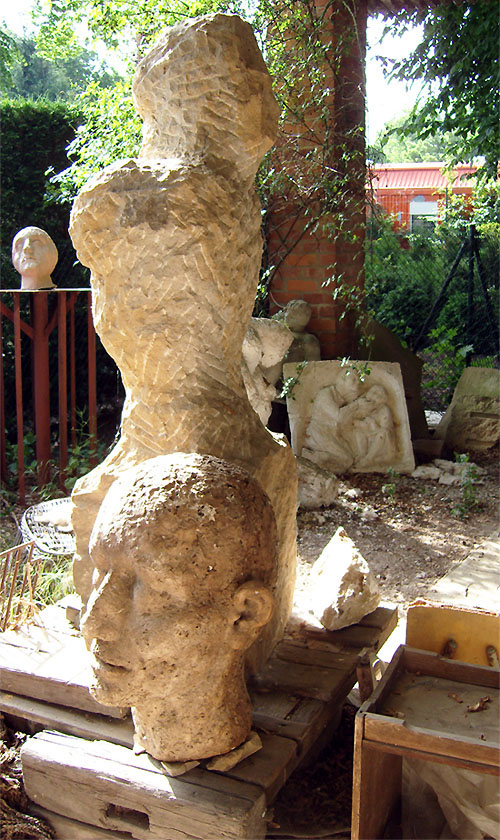
Estudio de verano  del escultor Ingeborg Hunzinger, Berlin-Rahnsdorf
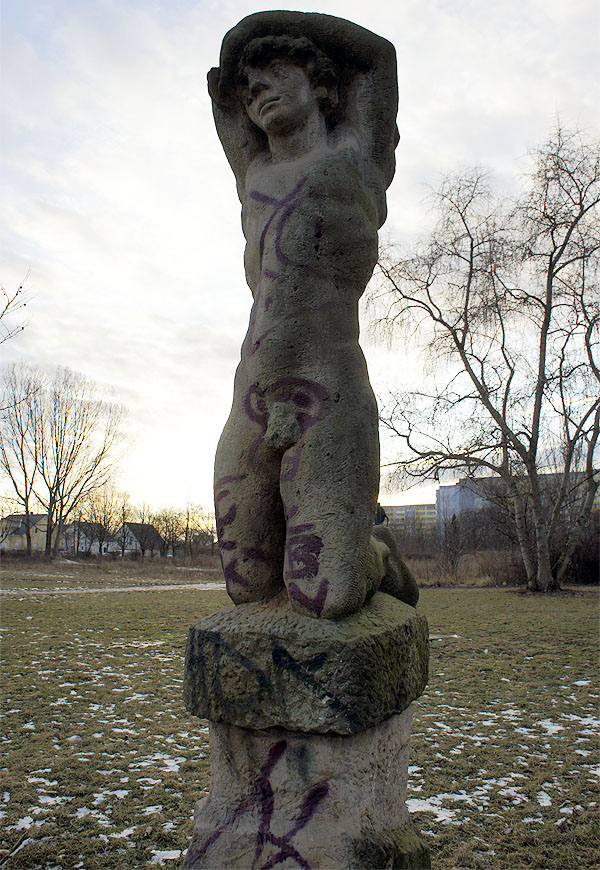
El joven, 1987
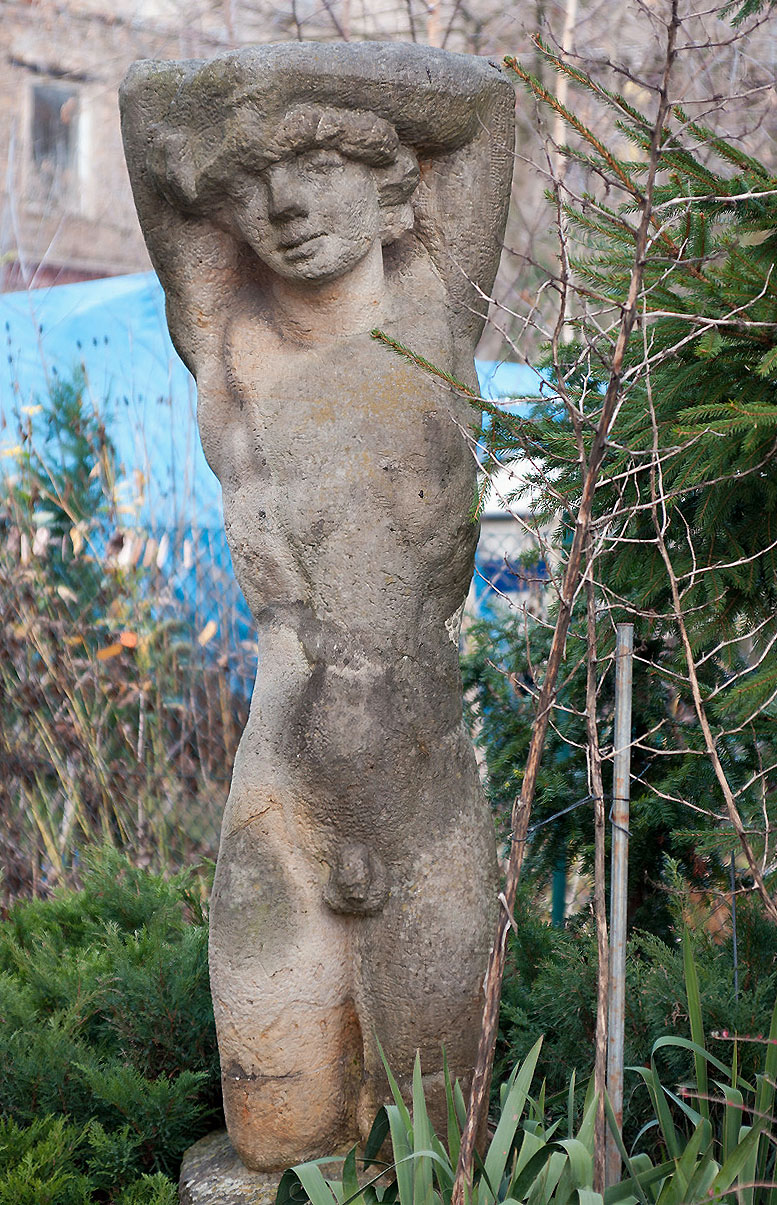
El chico, 1986
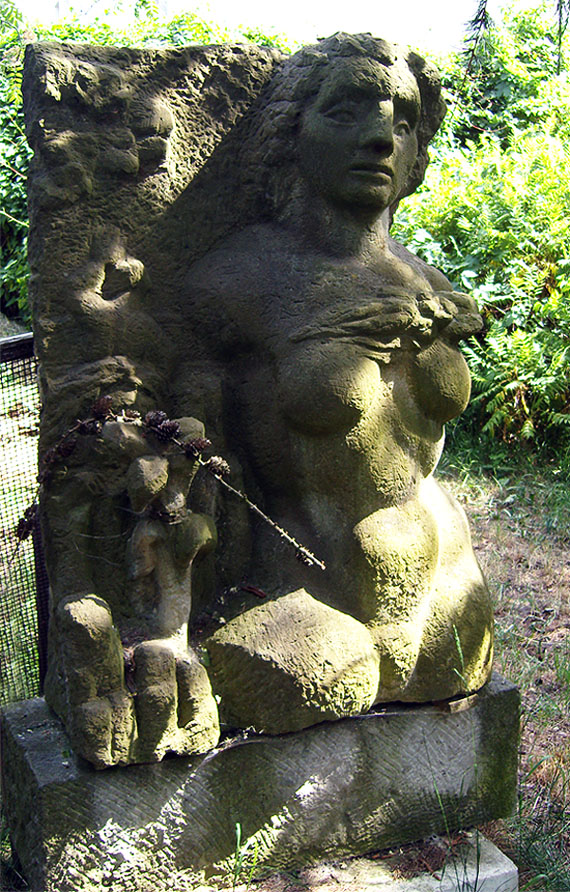
La evolución, 1987
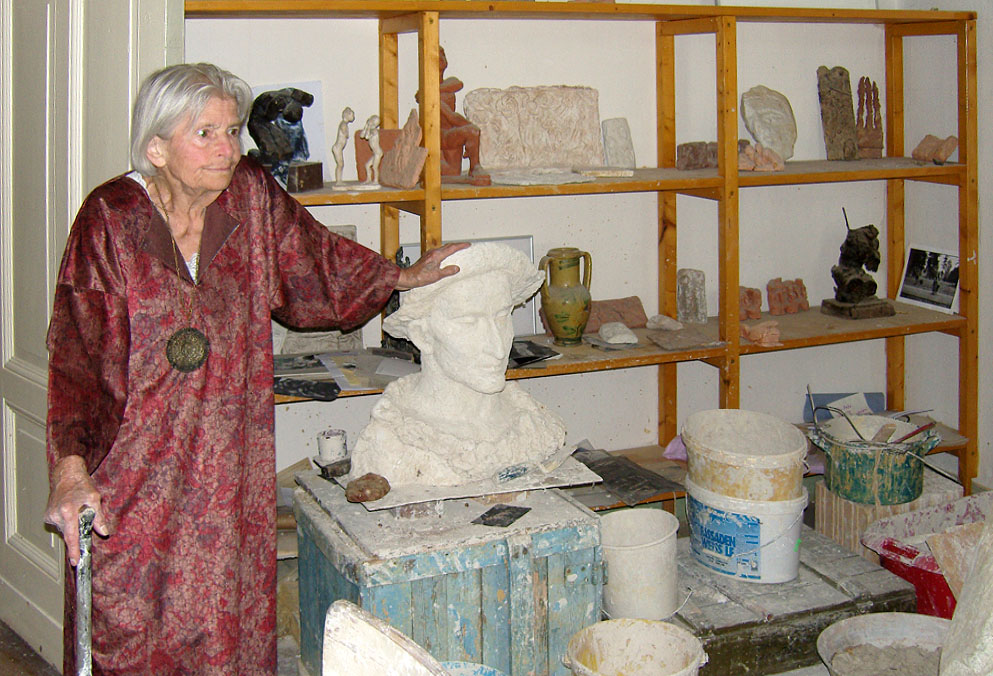
Ingeborg Hunzinger en el estudio de su casa, Berlin-Rahnsdorf